# Štiavnica (přítok Váhu)
Štiavnica je potok na severu Slovenska, na středním Liptově, v okrese Liptovský Mikuláš. Je to levostranný přítok Váhu, měří 18 km a je tokem III. řádu.

## Pramen
Pramení v Nízkých Tatrách pod Štiavnicou (2025 m), v masivu Ďumbieru v nadmořské výšce přibližně 1630 m.

## Popis toku
Nejprve teče na východ, přibírá kratší přítoky, v nadmořské výšce 1378 m přítok zpod Králičky (1807 m) a stáčí se na jih, kde protéká Dolinou Štiavnice. Z pravé strany přibírá přítok zpod Kráľova stolu (1579 m), následně pravostranný přítok z doliny Červený jarok (921 m), tok krátce teče severozápadním směrem, zleva přibírá Ludárov potok a vstupuje do krasové oblasti. Ztrácí se v podzemí a vytváří jeskynní prostory (Ponor Štiavnice, jeskyně v Sokole). Opět vytéká na povrch, zleva přibírá Bystrá a protéká Jánskou dolinou na sever, přičemž po obou stranách je vytvořeno několik jeskyní. Později přibírá zprava přítok ze Stanišovské doliny, následně Bielou zleva a také levostranný přítok zpod Hrádku (876 m). Nakonec vtéká do Liptovské kotliny, kde protéká přes intravilán obce Liptovský Ján.

## Ústí
Do Váhu se vlévá v prostoru mezi obcemi Podtureň a Uhorská Ves v nadmořské výšce cca 612 m.

## Galerie

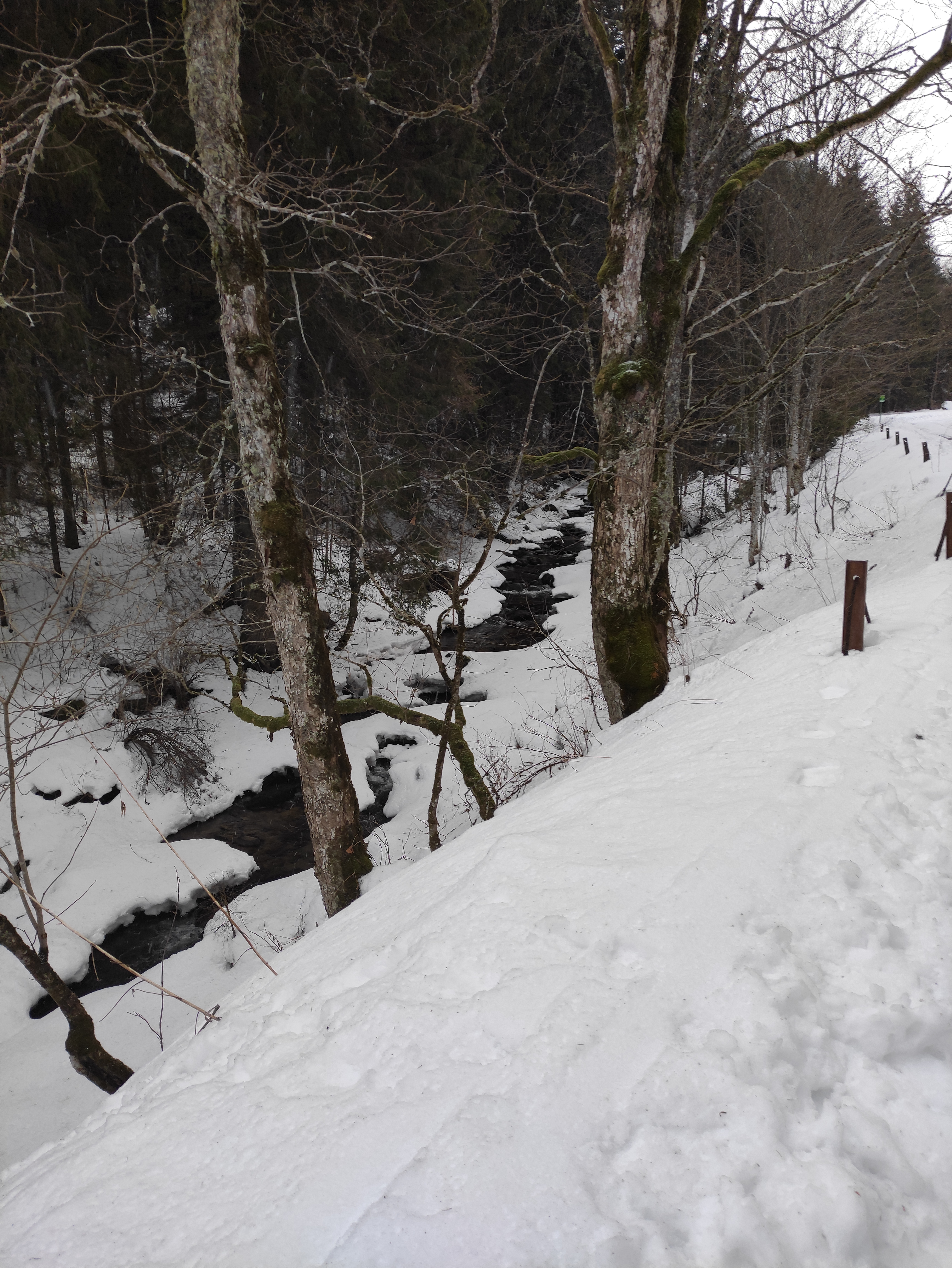